# Brissago-Valtravaglia
Brissago-Valtravaglia é uma comuna italiana da região da Lombardia, província de Varese, com cerca de 1.050 habitantes. Estende-se por uma área de 6 km², tendo uma densidade populacional de 175 hab/km². Faz fronteira com Brezzo di Bedero, Duno, Germignaga, Luino, Mesenzana, Montegrino Valtravaglia, Porto Valtravaglia.

## Demografia
| Variação demográfica do município entre 1861 e 2011                               |
|                                                                                   |
| Fonte: Istituto Nazionale di Statistica (ISTAT) - Elaboração gráfica da Wikipedia |